# الشعيبية طلال
الشعيبية طلال (1929 – 2004) فنانة تشكيلية مغربية ولدت بجماعة إثنين اشتوكة بالقرب من مدينة أزمور بإقليم الجديدة. هي أشهر رسامة مغربية استطاعت ان تحقق شهرة عالمية بفضل لوحاتها التي تنتمي إلى ما يعرف بـ«الفن الفطري»، حيث عرضت اللوحات في أشهر المتاحف والمعارض في باريس ونيويورك وفرانكفورت وجنيف. وقد اكتشف موهبتها الناقد الفرنسي المعروف بيير كودير والرسام الألماني فيرنر كيردت واقامت أول معرض للوحاتها عام 1966. ولها ابن وحيد هو الفنان التشكيلي الحسين طلال.

## سيرة
ولدت الشعيبية وترعرعت في البادية، في قرية اشتوكة على مقربة من مولاي بوشعيب بالقرب من مدينة أزمور عرفت بحبها للأرض، للبحر، للوديان، البادية، للآزهار التي تظهر بعد هطول المطر في فصل الربيع في القرية. غادرت الفنانة منزلها في سن مبكرة وعمرها سبع سنوات للعيش عند عمها في مدينة الدار البيضاء. تزوجت في سن الثالثة عشر برجل طاعن بالسن ينحدر من مدينة ورزازات وأنجبت منه ولدها طلال، وعاشت حياة عادية .وعند وفاة زوجها أصبحت وحيدة، فقيرة لكن جميلة، قوية ومرحة جدا.
عملت كخادمة من أجل تربية ولدها، الذي بدأ يرسم باكرا في أول الأمر بالمدرسة و كانت تشارك في جميع الحفلات. وكان يراودها دائما الإحساس بما سيحصل لها في المستقبل، فكان لابد أن تتغير حياتها، خاصة بعدما راودها ذلك الحلم الرائع وهي بسن الخامسة والعشرين، حيث حلمت تحت زرقة السماء بأشرعة تدور، وبغرباء يقتربون منها يقدمون لها أوراقا وأقلاما.وفي اليوم التالي سارعت الشعيبية لتحقيق حلمها وذلك بشراء الذهان الأزرق الذي يستخدم في ذهن حواشي الأبواب. وبدأت ترسم بقعات وبصمات. وبعد مرور خمسة عشر يوما حصلت على الألوان المائية وعلى لوحات. فكانت تشتغل كخادمة في النهار، ورسامة لحسابها بالليل في منزلها الصغير، وهكذا ترعرع ولدها في هذا الجو الفني وكبر ليصبح رساما بارعا.
وذات يوم جاء بيير كوديبرت لرؤية طلال برفقة الشرقاوي وآندريه الباز فأخبرته بأنها ترسم أيضا وأخرجت غطاء أبيضا فعرضت عليه كل رسوماتها كان هذا قبل عشرين عاما، حيث ساعدها بيير كوديبرت كثيرا وشجعها. وبعد ذلك ابتدأت بالنسبة لها مرحلة عرض رسوماتها في المعارض.
من أقوالها
" أنا أكرر ولكن هذا مهم، مثل رسوماتي وألواني فأنا ملونة في الأصل، ألواني ترمز للحياة والطبيعة. فأنا أرسم مشاهد من الحياة العادية وكذلك مواقف غريبة، رسوماتي تجعلني سعيدة. فانا جد سعيدة بالرسم. [بحاجة لمصدر]
بساطتها سر نجاحها
استطاعت الفنانة البسيطة أن تدخل بيوت وقلوب جميع المغاربة بفنها الفطري وأسلوبها في الدفاع عن نمطها التشكيلي. كان بيتها فضاء ثقافيا يزوره جل المثقفين والفنانين، وكانت تجلس في كرسي وحدها والكل يراقب حركاتها ويستمع إلى نكتها ونوادرها.. لم تتعلم حروف الهجاء، ولا قواعد المدارس الفنية وهذا سر نجاحها، لأنها ببساطة أسست لغتها الخاصة وطبعت أسلوبا جديدا بعيد عن التكليف والتصنع، ولوحاتها تعرف حتى من دون توقيعها وهنا تكمن قوة الفنان الحقيقي الذي يؤسس لنفسه بصمة تميزه عن الآخرين والشعيبية كانت تملك هذه القدرة العجيبة.
شهرة واسعة
اكتسبت الشعيبية شهرة في بلدها وخارجه، بحيث تحولت إلى رمز، وغدت قيمتها الوطنية تضاهي قيمة أشهر الفنانين والسياسيين والرياضيين العالميين المغاربة، بل صارت مضربا للمثل في هذا المضمار، ذلك أن الفنانة صاغت أسلوبا في التشكيل الفني غير قابل للتقليد أو المضاهاة. ولم تلبث أن منحت لغيرها من النساء العصاميات الأميات فرصة ولوج عالم التشكيل. فتوالت الأسماء، مثل فاطمة حسن زوجة أحد الفنانين المعروفين في نهاية الستينات، ثم راضية بنت الحسين أم الفنان المعروف ميلود لبيض، وكثيرات أخريات...
لوحاتها غزت العالم
نظمت الشعيبية العديد من المعارض داخل المغرب وخارجه، كما أن لوحاتها توجد ضمن مجموعات عمومية ببعض المؤسسات والمتاحف من ضمنها المؤسسة الوطنية للفنون المعاصرة بباريس ومتحف الفن الخام بسويسرا ومتحف أوقيانوسيا بباريس ومتحف الفن الحي بتونس. كما توجد أعمال الفنانة ضمن عدد كبير من المجموعات الخاصة في المغرب والخارج خاصة في الولايات المتحدة وبريطانيا وفرنسا وإيطاليا ولبنان ومصر والهند وكندا وإسبانيا وسويسرا وهولندا وبلجيكا وهايتي واليابان وأستراليا ونيوزيلاندا والسويد والدانمارك وألمانيا.
منحت عشاق الفن في المغرب آخر أعمالها في القاعة الوطنية باب الرواح في الرباط، وكانت لحظتها لا تزال تعاني المرض مما أعاق حضورها في ذلك المعرض الاستعادي والتكريمي. وفي المعرض كانت لوحاتها الأخيرة تحمل رعشة الأصابع واهتزاز الفرشاة وتنطبع بألوان قاتمة تعلن عن انغراس المرض في ثنايا الجسد الوهن.
توفيت الفنانة الشعيبية يوم الأحد ال12 من صفر 1425 هـ الموافق ل2 أبريل 2004 مـ في أحد مصحات الدار البيضاء

## المعارض
- 1966 أول معرض بمعهد غوتة بالدار البيضاء.
- 1966 معرض في سولستيك (Solstice gallery) باريس-فرنسا
- 1966 معرض في متحف الفن المعاصر باريس-فرنسا
- 1969 معرض كوبنهاغن ثم بفرانكفورت الدنمرك.
- 1970 معرض قاعات الحيل ("Les Halles aux Idées") باريس-فرنسا
- 1971 معارض بقنصليات الولايات المتحدة بالرباط والدار البيضاءالدار البيضاء ومراكش وفاس بالمغرب
- 1972 مزاد علني في فندق دروت(drouot) باريس-فرنسا
- 1973 معرض في سيباك (CIPAC) باريس-فرنسا
- 1974 معرض في جزيرة إيبيزا إسبانيا
- 1974 معرض في معرض الحقائق الجديدة باريس-فرنسا
- 1976 معرض في منتون-فرنسا
- 1977 معرض في متحف الفنون الحديثة ومعرض الحقائق الجديدة باريس-فرنسا
- 1980 معرض في معرض الملاك روتردام - هولندا
- 1980 معرض في برشلونة - إسبانيا
- 1989 معرض برواق المربع الأبيض بسويسرا.
- 1993 معرض بمتحف سانت أنغريت بألمانيا.
- 2003 الميدالية الذهبية للجمعية الأكاديمية الفرنسية للتربية والتشجيع (فلوب علوم الآداب)

## وصلات خارجية
- منتدى قطر فن.
- جريدة الشرق الأوسط.
- مجلة أسرة مغربية.